# 克萊頓鎮區 (密歇根州傑納西縣)
克萊頓鎮區（英語：Clayton Township）是位於美國密歇根州傑納西縣的一個特設鎮區。

## 地方資料
克萊頓鎮區的面積為88.70平方千米，當中陸地面積為88.70平方千米，而水域面積為0.00平方千米。根據2020年美國人口普查的數據，當地共有人口7460人，而人口密度為每平方千米84.1人。